# Hister militaris
Hister militaris är en skalbaggsart som beskrevs av Horn 1870. Hister militaris ingår i släktet Hister och familjen stumpbaggar. Inga underarter finns listade i Catalogue of Life.